# INFASパブリケーションズ
株式会社INFASパブリケーションズ（インファスパブリケーションズ、英文社名：INFAS PUBLICATIONS, INC.）は、日本の出版社。東京都港区に本社を置く。ファッションやカルチャー、マーケティングに関する出版やウェブサイト制作、イベント企画などを事業内容とする。
1910年にアメリカでフェアチャイルド・ファッション・メディアが創刊したファッション雑誌『Women's Wear Daily』 (WWD) の日本版ファッション業界専門紙『WWD JAPAN』の出版およびそのウェブ版の制作を手掛けている。

## 概要
主な出版物・ウェブサイト
- 週刊紙『WWD JAPAN Weekly』[1]
- ウェブサイト:「WWD JAPAN Digital」[1]
- 雑誌『STUDIO VOICE』[1]